# Apologet
Ein Apologet (von altgriechisch ἀπολογέομαι apologéomai „jemanden verteidigen“, απολογία apología „Verteidigungsrede“) ist in der frühchristlichen Zeit Vertreter der christlichen Apologetik, die das Christentum im Römischen Reich als vernünftige Religion aufzeigt und gegen Angriffe anderer Religionen und Philosophien verteidigt.
Heute wird der Begriff auch im weiteren Sinn genutzt für einen auf gehobener, intellektueller oder wissenschaftlicher Ebene argumentierenden Verteidiger einer Lehre oder Ideologie.

## Begriffsgeschichte
Der Ausdruck „Apologet“ wird mit Bezug auf die das Christentum verteidigenden Texte vor allem des 2. Jahrhunderts von Fédéric Morel in seiner grundlegenden Textausgabe Corpus Apologetarum von 1616 verwendet. Prudentius Maran knüpft mit seiner Edition von 1742 daran an, wie auch viele weitere Herausgeber.

## Jüdische Apologetik
Vor der christlichen Apologetik hatte es jüdische „Verteidiger“ ihrer Religion gegeben, weshalb von einer eigenständigen jüdischen Apologetik gesprochen werden kann.

## Frühchristliche Apologeten
Anfänge christlicher Apologetik finden sich bereits im neuen Testament, etwa Apg 16,16–34 . Auch das Kerygma Petri ist hier zu nennen.
Wichtige Vertreter der antiken christlichen Apologetik sind im 2. Jahrhundert:
- Espectaculus von Nikosia († 152)
- Quadratus von Athen († um 130)
- Aristides von Athen († um 125)
- Justin der Märtyrer († 165)
- Melito von Sardes († um 180)
- Pseudo-Meliton
- Theophilos († um 183)
- Tatian
- Pseudo-Justins Cohortatio ad Graecos
- Athenagoras
- der anonyme Protreptikos An Diognet
- Minucius Felix
- Apollinaris von Ravenna (Antiochien) († um 200)
- Irenäus von Lyon (um 135–202), insbesondere Demonstratio apostolicae praedicationis

Im  3. Jahrhundert treten unter anderem hervor:
- Hermias (um 200)
- Clemens von Alexandria († nach 215)
- Tertullian († um 230)
- Origenes († 253), insbesondere Contra Celsum
- Cyprian von Karthago († 258), Ad Demetrianum
- Miltiades (Bischof von Rom) († 314)
- Acta Apollonii in Teilen

Auch Autoren des 4. und 5. Jahrhunderts bezeichnet man zuweilen noch als Apologeten oder hebt zumindest Funktionen einzelner ihrer Werke als apologetisch hervor, darunter:
- Arnobius der Ältere, Adversus Nationes
- Eusebius von Caesarea mit seiner Preparatio Evangelica
- Augustinus von Hippo († 430) mit seinem Gottesstaat
- Theodoret mit seiner Heilung der hellenischen Krankheiten.

Die christlichen Werbe- und Verteidigungsschriften partizipieren an einem akademischen Diskurs und dem Versuch, griechisch-römische Bildungstradition und christliche Lebensform und Überlieferung (Evangelium) qualifiziert aufeinander zu beziehen. Das Spektrum reicht von weitgehender Anlehnung an pagane popularphilosophische und literarische Traditionen bis zu schroffen Polemiken.
Wichtige nichtchristliche Teilhaber an diesem Streitgespräch, welche die klassische antike Bildungstradition verteidigen, sind unter anderem:
- Mittelplatoniker Kelsos (Celsus), vermutlich ein Lehrer in Alexandrien, mit seiner Werbe- und antichristlichen Streitschrift Wahre Lehre (177–180)
- am Anfang des 4. Jahrhunderts Porphyrios, der gebildetste aller antiken Christentumskritiker, mit seiner Streitschrift Gegen die Christen
- Kaiser Julian mit seiner Schrift Gegen die Galiläer.

Von diesen drei Werken sind nur Fragmente erhalten. Die Wahre Lehre des Kelsos und die Streitschrift von Kaiser Julian (reg. 361–363) können aus christlichen Erwiderungen darauf (Origenes, Contra Celsum; Cyrill von Alexandrien, Gegen Julian) in den Grundzügen rekonstruiert werden, von der antichristlichen Schrift des Porphyrios sind nur rund 80 Bruchstücke identifiziert.
Für die mittelalterliche und neuzeitliche Apologetik sowie die ihr entsprechende oder nachfolgende Disziplin der Fundamentaltheologie siehe jeweils dort.